# Guy Gaudreau
 (décembre 2014).
Guy Gaudreau est auteur de nombreux ouvrages historiques. Il est né à Val-d'Or (Québec) le 28 août 1953 de parents d'origine modeste. 

## Biographie
Historien canadien-français, il enseigna à partir de 1987 à l'Université Laurentienne de Sudbury (Ontario). Il prit sa retraite en 2009 en tant que professeur émérite, pour s'installer à Montréal où il continue ses activités de recherche. À l'instar de son père, qui passa la moitié de sa vie professionnelle employé de scierie et l'autre en tant que mineur, il s'intéresse à l'histoire forestière et minière. Depuis plus de douze ans avec sa conjointe, Micheline Tremblay, il poursuit également une enquête sur Harry Bernard, intégrant ainsi l'histoire culturelle à ses champs d'intérêt, auxquels il faut ajouter, pour finir, l'ethnomycologie.
Décrochant le prix de l'enseignement de son université en 1997, il obtient cette année-là un des prix 3M de la Société pour l'avancement de la pédagogie dans l'enseignement supérieur qui récompense les meilleurs enseignants universitaires au Canada.

## Principales publications
- Les récoltes des terres publiques au Québec (1855-1905).  Guide d'utilisation des données, Québec, Institut québécois de recherche sur la culture, 1986, 126 p.
- GAUDREAU, Guy (dir.), Le Théâtre du Nouvel-Ontario 20 ans, Sudbury, 1991, 99 p.
- GAUDREAU, Guy (dir.), Du Centre des jeunes au Carrefour francophone 1951-1990: Quarante ans de vie communautaire et culturelle à Sudbury, Sudbury, Société historique du Nouvel-Ontario, doc. 90, 1992, 153 p.
- GAUDREAU, Guy (dir.), Bâtir sur le Roc. De l'ACFÉO à l'ACFO Du Grand Sudbury (1910-1987), Sudbury, coédition Prise de parole et la Société Historique du Nouvel-Ontario 1994, xvii-223 p.
- GAUDREAU, Guy (dir.), Les ouvriers-mineurs de la région de Sudbury, 1886-1930, Numéro spécial de la Revue du Nouvel-Ontario no 17 (1995), 143 p.
- GAUDREAU, Guy (dir.), La mobilité des ouvriers-mineurs du Nord ontarien et québécois, 1900-1930, Sudbury, Université Laurentienne, Série monographique en sciences humaines, 1998, 141 p.
- GAUDREAU, Guy, Les récoltes des forêts publiques au Québec et en Ontario, 1840-1900, Montréal & Kinston, McGill-Queen’s University Press, 1999, 178 p.
- GAUDREAU, Guy, L’histoire des mineurs du Nord ontarien et québécois 1886-1945, Sainte-Foy,  Septentrion, 2003, 301 p.
- GAUDREAU, Guy (dir.), Trois études sur les femmes et les familles du Nouvel-Ontario, Ottawa et Sudbury, Éditions du Vermillon et la  Société historique du Nouvel-Ontario, 2005, 148 p.
- GAUDREAU, Guy (dir.), Le drapeau franco-ontarien, Sudbury, Prise de parole, 2005, 140 p.
- TREMBLAY, Micheline et Guy GAUDREAU, Conversation poétique. Correspondance littéraire entre Alfred DesRochers et Harry Bernard, Ottawa, Éditions David, 2005, 382 p.
- GAUDREAU, Guy (dir.), Les hauts et les bas des mineurs de Kirkland Lake, Sudbury, Dépôt institutionnel de l’Université Laurentienne (http ://zone.biblio.laurentian.ca), 2007, 184 p.
- GAUDREAU, Guy (dir.), Les activités forestières dans le Nouvel-Ontario au XXe siècle : le rôle du milieu agricole et des politiques forestières, Sudbury, Société historique du Nouvel-Ontario, 2009, 286 p.
- GAUDREAU, Guy, Annette RIBORDY, François-Xavier RIBORDY et Micheline TREMBLAY, Des champignons et des hommes : consommation, croyances et science, Bière (Suisse), Éditions Cabédita, 2010, 166 p.
- GAUDREAU, Guy, et Micheline TREMBLAY, Je voudrais bien être un homme. Correspondance littéraire entre Simone Routier et Harry Bernard, Ottawa, Éditions David, 2011, 206 p.

Principaux articles
- GAUDREAU Guy et Normand GUILBAULT, «L'habitat rural de la fin 19e début 20e siècle, aux Iles-de-la- Madeleine, Québec», Revue de géographie de l'Université de  Montréal, vol. XXX, (1976): 393-396.
- GAUDREAU, Guy, «Le rapport agriculture-forêt: note historiographique», Revue d'histoire de l'Amérique française, vol. 33, (juin 1979): 67-78 (https://zone.biblio.laurentian.ca/dspace/bitstream/10219/107/1/FICHIER1.pdf)
- GAUDREAU, Guy, «L'exploitation des forêts publiques au Québec (1874-1905): transition et nouvel essor», Revue d'histoire de l'Amérique française, vol 42 (été 1988): 3-27 (https://zone.biblio.laurentian.ca/dspace/bitstream/10219/106/1/FICHIER2.pdf)
- GAUDREAU, Guy, «Les concessionnaires forestiers québécois de la seconde moitié du XIXe siècle: essai de typologie», Histoire Sociale/Social History, vol XXI, no. 41 (mai 1988): 97-112.  https://zone.biblio.laurentian.ca/dspace/bitstream/10219/109/1/FICHIER3.pdf
- GAUDREAU, Guy, «L'État, le mesurage du bois et la promotion de l'industrie papetière», Revue d'histoire de l'Amérique française, vol. 43 (automne 1989): 203-219 (https://zone.biblio.laurentian.ca/dspace/bitstream/10219/108/1/FICHIER4.pdf)
- GAUDREAU, Guy et Donald DENNIE, «L'importance du choix de la langue d'enseignement chez les étudiants universitaires franco-ontariens», Cultures du Canada français, no 7, (automne 1990): 88-96.
- GAUDREAU, Guy, «Le développement des activités forestières en Ontario (1855-1900): une prise de vue quantitative», Revue du Nouvel-Ontario, no 12 (1990): 65-90 (https://zone.biblio.laurentian.ca/dspace/bitstream/10219/228/1/Gaudreau%20RNO%2012.pdf)
- GAUDREAU, Guy, Claire-Andrée FORTIN et Robert DÉCARIE, «Les récoltes des forêts publiques (1850-1945) Proposition de correction des données» Revue d'histoire de l'Amérique française, vol. 46, no 3 (hiver 1993): 485-499 (https://zone.biblio.laurentian.ca/dspace/bitstream/10219/251/1/FICHIER5.pdf)
- GAUDREAU, Guy et Michel VERRETTE, «Évolution des effectifs étudiants au Collège de Saint-Boniface, 1885-1967», Cahiers franco-canadiens de l'Ouest, vol. 6 (printemps 1994): 87-109.
- DE LA RIVA, Paul et Guy GAUDREAU,  «Les ouvriers-mineurs de la région de Sudbury (1912-1930): le cas de l’International Nickel Co.», Revue du Nouvel-Ontario, no17, (1995): 105-136 (https://zone.biblio.laurentian.ca/dspace/bitstream/10219/242/1/De%20la%20Riva%20Gaudreau%20RNO%2017.pdf)
- GAUDREAU, Guy, «La sous-traitance forestière dans le Nord-Est ontarien, 1900-1930», Labour/Le travail, vol. 40 (automne 1997) : 75-112 (https://zone.biblio.laurentian.ca/dspace/bitstream/10219/18/1/FICHIER6.pdf)
- GAUDREAU, Guy, «Les causes d’une participation à la grève: grévistes  et non-grévistes  de la Noranda Mines Ltd, juin 1934», Labour/Le Travail, vol. 44 (automne 1999): 47-70 (https://zone.biblio.laurentian.ca/dspace/bitstream/10219/105/1/FICHIER9.pdf)
- GAUDREAU, Guy, «Les activités forestières dans deux communautés agricoles du Nouvel-Ontario, 1900-1920», Revue d’histoire de l’Amérique française, vol. 54 no 4 (printemps 2001): 501-529 (https://zone.biblio.laurentian.ca/dspace/bitstream/10219/17/1/FICHIER8.pdf)
- GAUDREAU, Guy et Micheline TREMBLAY, «Harry Bernard (1898-1979): érudit et homme de lettres», MENS, Revue d’histoire intellectuelle de l’Amérique française, vol. 2 no 1 (automne 2001): 35-6 (https://zone.biblio.laurentian.ca/dspace/bitstream/10219/13/1/FICHIER11.pdf)
- TREMBLAY, Micheline et Guy GAUDREAU, «Le régionalisme littéraire au Canada français: le point de vue de Harry Bernard», GLOBE. Revue internationale d’études québécoises, vol. 5 no 1, (automne 2002): 159-178 (https://zone.biblio.laurentian.ca/dspace/bitstream/10219/14/1/FICHIER12.pdf)
- GAUDREAU, Guy et Micheline TREMBLAY, «Harry Bernard, journaliste au Droit, 1919-1923», Revue du Nouvel-Ontario, vol. 28 (2003): 51-77 (https://zone.biblio.laurentian.ca/dspace/bitstream/10219/27/1/FICHIER13.pdf)
- GAUDREAU, Guy, «Exploitation minière: Trouver le bon filon» [«Digging for Treasure: Mining in Canada»], Clefs pour l’histoire, exposition virtuelle, Montréal, musée McCord d’histoire canadienne 2003, 7500 mots (http ://www.musee-mccord.qc.ca/fr/clefs/circuits/tourID/VQ_P3_3_FR)
- GAUDREAU, Guy, «Les absences au travail, 1927-1943 : congés, fins de semaine et vacances annuelles à Kirkland Lake», Labour/Le Travail, vol. 62  (automne 2008) : 51-78.
- GAUDREAU, Guy, «Une entrevue fictive avec Oscar Bougie : réflexions sur les accidents, suspensions et maladies à la Lake Shore de Kirkland Lake», Revue du Nouvel-Ontario, vol. 33, (2008) : 41-68.
- GAUDREAU, Guy, «L'évolution des sciences au Canada français examinée à partir de la mycologie», MENS,  Revue d'histoire intellectuelle du Canada français, vol. 11 no 2, (printemps 2011):  p. 37-67.
- GAUDREAU, Guy, «L'ergot de seigle: le secret des sages-femmes depuis des siècles», Quatre-Temps, vol. 35 no 3, (automne 2011): 32-34
- GAUDREAU, Guy et Micheline TREMBLAY, «Les écrits de Harry Bernard», site web en ligne depuis avril 2013 (http://www.harry-bernard.com)